# Matthew Gaudreau
Matthew "Matt" Gaudreau, född 5 december 1994 i Carneys Point Township i Salem County, New Jersey, död 29 augusti 2024 i Oldmans Township i Salem County, New Jersey, var en amerikansk ishockeyspelare (forward).

## Karriär
Under collagetiden spelade han för Boston College i NCAA innan han värvades till Bridgeport Sound Tigers i AHL, New York Islanders farmarlag, samt deras samarbetspartner Worcester Railers. Inför säsongen 2019–2020 värvades han istället till Stockton Heat, Calgary Flames dåvarande affilierade lag i AHL. Säsongen 2020–2021 kom Gaudreau att spela i Sverige för Tyringe SoSS i Hockeyettan. Under säsongen gjorde han 6 poäng på 12 spelade matcher och nästkommande säsong flyttade han åter till Worcester Railers.

## Död
Den 29 augusti omkom Matthew och hans broder Johnny Gaudreau i en cykelolycka när de blev påkörda av en bil i New Jersey. Den 43-årige bilföraren misstänks för rattfylleri och har häktats misstänkt för två fall av "death by auto". Gaudreau överlevdes av sin fru, Madeline Gaudreau.